# Groep fan Auwerk

Interfriesische Flagge der Groep fan Auwerk

Die Groep fan Auwerk (deutsch: „Gruppe von Aurich“) ist eine Organisation, die sich für ein unabhängiges Friesland einsetzt. 

## Ziele
Die Groep fan Auwerk fordert einen unabhängigen friesischen Staat. Dazu sollen folgende Teilgebiete gehören:
- Provinz Friesland in den Niederlanden
- Provinz Groningen in den Niederlanden
- Region West-Friesland in den Niederlanden
- Region Ost-Friesland in Deutschland
- Kreis Nordfriesland in Deutschland
- Kreis Dithmarschen in Deutschland
- Landkreis Cuxhaven in Deutschland

Auf veröffentlichten Karten des „Frisia“ getauften Gebiets werden jedoch auch Gebiete ohne friesische Bevölkerung oder friesische Geschichte (Drenthe, Land Hadeln, Dithmarschen, nicht-friesisch besiedelte Teile der Schleswigschen Geest) einbezogen.
Die Groep fan Auwerk arbeitet zudem für eine stärkere friesische Identität. Ein Beispiel dafür ist die Beantragung einer friesischen Nationalität. In ihren Augen sollte die friesische Nationalität für alle Friesen möglich gemacht werden, neben ihrer deutschen oder niederländischen Staatsbürgerschaft.

## Geschichte
Die Gruppe wurde 2003 gegründet. 2005 begann ihre erste politische Aktivität: Die friesische Staatsbürgerschaft wurde in der niederländischen Provinz Friesland beantragt. Danach wurde bei einer Sticker-Aktion auf Euro-Kennzeichen die offizielle Länderabkürzung im Blauen Band links am Nummernschild in ein „FRL“ für Friesland abgeändert, um zu zeigen, dass sie es bevorzugen, Friesen zu sein. 
Außerdem veranstaltete die Organisation verschiedene andere Aktionen, wie zum Beispiel die Anti-Nazi-Helme-Aktion, die gegen die Wehrmachtshelmen nachempfundenen Fanartikel einer niederländischen Firma für die Fußball-Weltmeisterschaft 2006 gerichtet war.
Am 23. September 2006 präsentierte die Groep fan Auwerk einen Vorschlag für eine interfriesische Flagge, die alle friesischen Regionen repräsentieren soll, vom Interfriesischen Rat im Juni 2007 jedoch abgelehnt wurde. Der Rat nahm jedoch die Idee einer gemeinsamen Flagge auf. Die Flagge der Groep fan Auwerk war zuvor insbesondere in Ostfriesland in die Kritik geraten, da sie von der Gruppe im Geheimen vorbereitet und anschließend massiv propagiert worden war.